# Kasteel Laverne
Het Kasteel Laverne (Château Laverne) is een voormalig kasteel nabij de tot de Belgische gemeente Limbourg behorende plaats Bilstain, in de buurtschap Champ de Wooz.

## Geschiedenis
Het kasteel werd in de 11e eeuw gebouwd door graaf Jean-Claude de Laverne de Rodes. Deze was heer van Velchevreux in de Franche-Comté, maar ook gouverneur van het Hertogdom Limburg.
Het kasteel werd in de loop der eeuwen meermaals ingrijpend verbouwd. Twee zeshoekige torentjes dateerden van 1679.
In 1929 werd het kasteel gekocht door William Zurstrassen, die eigenaar was van de Chocolaterie Jacques te Eupen. Tijdens de Tweede Wereldoorlog werd deze firma in beslag genomen door de bezetter. Het kasteel diende regelmatig als schuilplaats voor hen die op de vlucht waren voor de bezetter, maar begin september 1944 werd het kasteel door de Duitsers bezet. Op 9 september echter verschenen de eerste Amerikanen. In het park van het kasteel waren echter Duitse tanks aanwezig. Terwijl degenen die in het kasteel hun toevlucht hadden gevonden naar een veiliger plaats konden gaan, werd het kasteel hevig gebombardeerd door de Amerikanen. Op 11 september stond het kasteel in lichterlaaie en uiteindelijk gaven de zeven SS'ers die het landgoed bezet hielden zich over. Het kasteel en de bijbehorende kasteelhoeve brandden geheel af, en in 1948 werden ook de ruïnes gesloopt.